# Johannesburg
Johannesburg (også kaldet Joburg) er Sydafrikas største by med ca 6,3 millioner indbyggere. I Stor-Johannesburg bor der ca. 10,3 millioner indbyggere, og byen er efter Lagos og Cairo den tredjestørste i Afrika. Stor-Johannesburg strækker sig 120 km fra øst til vest og 55 km fra nord til syd og er dermed et af Afrikas største byområder . Johannesburg er provinshovedstad for Sydafrikas rigeste provins, Gauteng-provinsen, og rummer også den sydafrikanske forfatningsdomstol. Johannesburg er Afrikas største finanscentrum syd for Sahara, og har Afrikas største børs.[kilde mangler]
Johannesburg ligger kun 60 km fra hovedstaden Pretoria og er næsten sammenvoksede med den. Byen er i hastig udvikling, og det går så hurtigt, at man regner med, at Johannesburg opsluger hovedstaden Pretoria, så det til sidst bliver et sammenhængende byområde med ca. 20 millioner indbyggere. Dette område kommer til at hedde Johannesburg Metro Area.
Johannesburg er et knudepunkt for flytrafik til og fra Afrika, byen har en stor lufthavn (O.R. Tambo International Airport) som er Afrikas største og travleste, hvor der er afgang til seks kontinenter, og mange storbyer rundt omkring i verden. Byen er desuden et knudepunkt for biltrafik, flere motorveje gennemskærer Stor-Johannesburg, bl.a. N1, N3, N12, N14, N17, R21, R24, R59, M1 og M2. N1, N3, N12 danner en motorringvej der går rundt om Johannesburg, herfra er der motorveje mod Cape Town, Pretoria, Durban og Emalahleni.
Byen er en af Afrikas mest kriminaliserede byer og også en af de farligste. Selvom kriminaliteten er faldende i selve byen og i centrum, har både børsen i Johannesburg og en række virksomheder taget konsekvensen og flyttet fra centrum til forstaden Sandton i den nordlige del af byområdet, hvor der er mere sikkert.